# Růžena Šlemrová
Růžena Šlemrová, rodným jménem Růžena Machová (10. listopadu 1886 Plzeň – 23. srpna 1962 Praha), byla česká herečka. Jednalo se o velmi nadanou a komediální herečku, která se stala hvězdou českého stříbrného plátna a divadla na více než 40 let.

## Život
Narodila se v rodině profesora reálného gymnazia a historika Bedřicha Macha (1853–1925) a matky Terezie, rozené Hájkové (1862–1918). Starší bratr Ladislav se též narodil v Plzni. V roce 1908 byl otec Bedřich Mach přeložen do Prahy; rodina bydlela na Královských Vinohradech, v Korunní ulici. Po maturitě na střední škole studovala Růžena Machová-Šlemrová soukromě herectví u Otylie Sklenářové-Malé.
Provdala se v roce 1919 za Roberta Šlemra, filmového producenta a spoluzakladatele filmových ateliérů Hostivař (členem správní rady filmové společnosti A-B).
Je pohřbena na pražském Vinohradském hřbitově (odd. 36, hrob 15hr.).

## Umělecká kariéra

### Divadlo
V roce 1909 se stala členkou tehdy zbrusu nového pražského Divadla na Vinohradech, kde setrvala (s výjimkou období 1944–1947 ) až do roku 1948, kdy odešla do důchodu.
Ve třicátých a čtyřicátých letech 20. stol. hrála též v pražském Komorním divadle, které bylo s Divadlem na Vinohradech od roku 1929 součástí tzv. Městských divadel pražských.

### Film
U filmu začínala v roce 1914 hluboko v éře němého filmu. Od doby zavedení zvukového filmu v roce 1930, až do konce druhé světové války v roce 1945, natočila zhruba 60 filmů, kdy většinou hrála energické, hovorné a temperamentní dámy z vyšší společnosti. V převážné míře se ale jednalo pouze o vedlejší role. Jedinou velkou hereckou úlohu ztvárnila v roli paní Štépánkové v komediálním snímku Paní Morálka kráčí městem z roku 1940. Mezi její nezapomenutelné role patří bezesporu paní Rézi ve filmu Anton Špelec, ostrostřelec z roku 1932, kde si zahrála po boku Vlasty Buriana. Tak jako mnoha jiným hvězdám stříbrného plátna z předválečných let jí však budovatelské prostředí znárodněného filmu příliš nepřálo a ve filmu se po roce 1945 objevovala již jen sporadicky v epizodních rolích.

## Filmografie

### Němý film
- 1914 Noční děs (Fialová)
- 1920 Dvě matky
- 1921 Manželé paní mileny (Milena)
- 1921 Mnichovo srdce (dcera Holých Marta)
- 1921 Nad propastí (Nelly Brunnerová)
- 1921 Trny a květy (choť továrníka Truhy)
- 1922 Mrtví žijí (doňa Therezita, Beerova milenka)
- 1922 Poslední polibek (operní pěvkyně Cleo Pucelli)
- 1926 Mořská panna (Melanie)
- 1928 Aféra v grandhotelu

### Zvukový film
- 1930 Fidlovačka (Markyta)
- 1931 Muži v offsidu (Šmalfusová)
- 1932 Anton Špelec, ostrostřelec (Tereza zvaná Rézi, Antonova žena)
- 1932 Funebrák (Plicová)
- 1932 Sňatková kancelář (žena továrníka Koška)
- 1932 Tisíc za jednu noc (Nožičkova žena Matylda)
- 1933 Jindra, hraběnka Ostrovínová (Jarýnová)
- 1933 Na sluneční straně (hospodyně)
- 1934 Polská krev (Kwasiňská)
- 1934 Z bláta do louže (Hilda)
- 1934 Žena, která ví co chce (Babetta)
- 1934 Zlatá Kateřina (Kateřina Kremličková)
- 1935 Pan otec Karafiát (Vaňková)
- 1935 Pozdní láska (starostova žena)
- 1935 Vdavky Nanynky Kulichovy (Knedlhansová)
- 1936 Na tý louce zelený (Lola Paličková)
- 1936 Světlo jeho očí (Davidová)
- 1936 Uličnice (vychovatelka)
- 1936 Velbloud uchem jehly (továrnice Štěpánová)
- 1937 Švadlenka (majitelka salonu Yvette)
- 1937 Advokátla Věra (Donátová)
- 1937 Lidé na kře (teta Mali)
- 1937 Lízin let do nebe (Sýkorová)
- 1937 Otec Kondelík a ženich Vejvara (Muknšnáblová)
- 1937 Rozkošný příběh (Neradová)
- 1938 Andula vyhrála (matka Pavla Hakena)
- 1938 Bílá vrána (Boučková)
- 1938 Co se šeptá (klepna)
- 1938 Druhé mládí (teta Helena)
- 1938 Holka nebo kluk? (Jindřiška Lenská)
- 1938 Jarka a Věra (žena rady Pšeničky)
- 1938 Krok do tmy (Filipova žena)
- 1938 Svatební cesta (Helenina matka)
- 1939 Dívka v modrém (Smrčínská)
- 1939 Dvojí život (Remešová)
- 1939 Lízino štěstí (Sýkorová)
- 1939 Mořská panna (Witkoňská)
- 1939 Paní Morálka kráčí městem (Štěpánková – hlavní role)
- 1939 Nevinná (Klečínská)
- 1939 Ženy u benzinu
- 1939 Svátek věřitelů (žena bankéře Hegnera)
- 1940 Adama Eva (Helena Trojanová)
- 1940 Pacientka doktora Hegla (Křížová)
- 1940 Život je krásný (teta Hermína)
- 1941 Přednosta stanice (Olga)
- 1941 Rukavička (Klanicová)
- 1941 Tetička (Dusbabová)
- 1941 Za tichých nocí (Rajská)
- 1942 Přijdu hned (majitelka domu)
- 1942 Valentin Dobrotivý (ředitelova žena)
- 1942 Zlaté dno (žena dr. Karviše)
- 1943 Čtrnáctý u stolu (Bersecká)
- 1944 Děvčica z Beskyd (Rozárka)
- 1944 Jarní píseň (Franciho matka)
- 1944 Sobota (Richardova matka)
- 1945 Prstýnek (baronka)
- 1945 Řeka čaruje (Koháková)
- 1948 Hostinec „U kamenného stolu“ (paní Dynderová)
- 1952 Haškovy povídky ze starého mocnářství (kněžna)
- 1952 Dovolená s Andělem (Pichlová)
- 1954 Stříbrný vítr (bytná)
- 1955 Muž v povětří (Janurová)